# Pepel in Kri
Pepel in Kri (slowenisch für Asche und Blut) ist eine slowenische, früher jugoslawische, Gesangs- und Instrumentalgruppe.

## Bandgeschichte
Sie wurde im Herbst 1974 gegründet und bestand damals aus rund 14 Mitgliedern, von denen Tadej Hrušovar (1947–2020) und Ditka Haberl (* 1947) bereits der Gruppe Bele Vrane angehört hatten. 1975 vertrat sie Jugoslawien beim Eurovision Song Contest 1975 mit dem Lied Dan ljubezni (Tag der Liebe). In der Generalprobe hatte sie die englischsprachige Version Day of Love gesungen, vom deutschen Fernsehkommentator war die Gruppe auch als Ashes and Blood angekündigt worden, tatsächlich sang sie dann aber doch die slowenischsprachige Version. Den damaligen Regeln entsprechend, traten nur sechs ihrer Mitglieder auf, wobei Ditka Haberl die Soloparts übernahm und Tadej Hrušovar, Oto Pestner (* 1956), Ivo Mojzer, Nada Žgur und Palmira Klobos beim Refrain mitsangen. Tadej Hrušovar war Komponist, Dušan Velkaverh (* 1943) Textdichter des Liedes. Das Lied erreichte Platz 13. Sie waren die letzten jugoslawischen Vertreter aus Slowenien beim ESC, bevor das Land im Jahr 1991 seine Unabhängigkeit verkündete und seit 1993 als eigenständiges Land teilnimmt. Im Jahr 1990 kehrten fünf Mitglieder der Band zum Eurovision Song Contest zurück als Backingsänger für den späteren Sieger des Wettbewerbs, Toto Cutugno aus Italien.
Im Laufe der 1970er und frühen 1980er Jahre folgten zahlreiche Plattenveröffentlichungen, darunter eine Coverversion von Mississippi (Originalversion von Pussycat, komponiert von Werner Theunissen), ansonsten größtenteils von Hrušovar und Velkaverh geschriebene Lieder. Pepel in Kri traten vor allem bei Festivals in allen Landesteilen Jugoslawiens auf.
Zuletzt bestand Pepel in Kri noch aus fünf Personen: Vojko Sfiligoj, Tadej Hrušovar, Zvezdana Sterle, Meta Močnik-Gruden und Oliver Antauer. Ditka Haberl machte eine Solokarriere als Sängerin, Oto Pestner ist als Sänger und Komponist sowohl im Swing- als auch im Volksmusikbereich tätig. Tadej Hrušovar starb am 5. Dezember 2020 nach einer COVID-19-Infektion.